# بنزیودارون
بنزیودارون (انگلیسی: Benziodarone) یک عامل وازودیلاتور است.